# Свјатослав Вакарчук
Свјатослав Вакарчук (укр. Святослав Іванович Вакарчук; рођен 14. маја 1975. године) је украјински музичар, вођа бенда „Океан Ељзи“, јавна личност, бивши политичар и лидер украјинске политичке партије „Холос“, композитор, текстописац, поручник Оружаних снага Украјине.
Стекао је национално и међународно признање као музичар, вокалиста, лидер рок бенда „Океан Ељзи“ и композитор. Почасни умјетник Украјине (2005.), носилац Ордена слободе, народни посланик Украјине Врховна рада Украјине 6. сазива из странке „Наша Украјина“ (од 2007. до 2008. године) и 9. сазива (2019-2020). Добитник награде Васил Стус (2014). Почасни грађанин Кијева (2015) и Лавова (2014). Кандидат физичко-математичких наука (2009). Он је један од најуспешнијих музичара у Украјини. Син је бившег министра просвете и науке Украјине, политичара, физичара и професора физике на Универзитету у Лавову Ивана Вакарчука.
Вакарчук је активно подржао Наранџасту револуцију и Евромајдан, а укључен је и у многе друштвене и културне пројекте. Украјински часопис „Кореспондент“ га је сврстао међу 100 најутицајнијих људи Украјине. (рангиран на 55. мјесту 2008. године).

## Биографија
Вакарчук је рођен 14. маја 1975. године у Мукачеву у породици познатог украјинског физичара Ивана Вакарчука. Дјетињство и младост провео је у Лавову.
Свјатослав потиче из породице научника. Његов отац је Иван Александрович (1947-2020), Украјинац, порјеклом је из села Стари Братушани у Молдавији. Сватославова мајка је Светлана Александривна (рођена 2. јун 1947.), Украјинка, рођена је у граду Мукачеву, гдје је 1946. године, према расподјели као васпитачица, послата њена мајка Нина (рођена 1917., Могиљив-Подиљски, сада Виничка област). Почасни учитељ Украјине.
Родитељи су се упознали док су студирали на Универзитету у Лавову. Основали су породицу и остали да живе у Лавову. Свјатославова мајка је отишла у Мукачево прије него што је родила своје прворођенче. Два мјесеца након Свјатослављевог рођења, породица се вратила из Мукачева у Лавов, гдје су стално живјели.
Свјатослав је завршио школу бр. 4 у Лавову са напредним смијеровима енглеског језика (сада Лавовска лингвистичка гимназија) са сребрном медаљом. Двије године је учио виолину у музичкој школи и истовремено је учио да свира бајан хармонику. Током школских година играо је у КВК-у, основао школско позориште и играо кошарку.
Године 1990. отишао је на размјену ученика у Канаду, одакле је донио велику колекцију касета и плоча рок музике.
Од 1991. до 1996. године студирао је на Физичком факултету Националног универзитета Иван Франко у Лавову Национални универзитет Иван Франко у Лавову (специјализација - теоријска физика). Друго Вакарчуково високо образовање је међународни економиста. Године 1996. уписао је постдипломске студије на Катедри за теоријску физику на истом универзитету.
Током љета-јесени 1994. године, придружио се арт рок бенду „Клан Тиши“ (укр. „Клан тиші“), формираном 1992. године у сљедећем саставу: Андриј Гољак (вокал), Павло Гудимов (гитара), Јуриј Хусточка (бас гитара), Денис Глинин (бубњеви), након што је Андриј Гољак раније отишао. Дана 12. октобра 1994. године, бенд је преузео име „Океан Ељзи“. Свјатослав Вакарчук је постао вокал, аутор већине текстова и музике и непромјенљиви вођа бенда.
Након што је дипломирао на универзитету, 2015. године постао је стипендиста програма Yale World Fellow Универзитета Јејл, глобалног програма стипендирања усмереног на изградњу мреже нових глобалних лидера и проширење међународног разумјевања. Вакарчук је могао да настави студије у иностранству, али се он фокусирао на своју музичку каријеру. Током 2015-2016. године, Свјатослав Вакарчук је имао неколико састанака и предавања на највећим универзитетима, као што су Калифорнијски универзитет у Берклију, Универзитет Фордам, Универзитет Колумбија и Универзитет Харвард.
У априлу 1998. године, бенд се преселио у Кијев, гдје је снимио свој дебитантски албум „Там, де нас нема“ (1998).
У септембру 2004. године, басиста Јуриј Хусточка и клавијатуриста Дмитриј Шуров (који је био у бенду од 2000. године) напустили су бенд и основали рок бенд „Esthetic Education“, као и гитариста Павло Гудимов, који је 2005. године основао рок бенд „Гудімов“. Остао је само бубњар Денис Глињин. Након њиховог одласка, Свјатослав је написао песму „Дякую!“.
Албум „Глорија“ (2005) снимила је нова постава бенда „Океан Ељзи“.
Године 2005, Вакарчук је тачно одговорио на сва питања и први пут освојио главну награду (1 милион ₴) у украјинској верзији емисије „Желите ли да постанете милионер?“, под називом „Хто хоче стати мiльйонером? Перший мільйон“. Добитке је донирао сиротиштима у Украјини. Исте године Свјатослав је освојио награду „Viva! Найкрасивіші“ у номинацији „Најлепша Украјинска пјесма“ према часопису „Viva!“ и украсио је његову корицу.
Године 2008., објавио је свој први соло албум „Вночі“, снимљен заједно са музичарима из „Океана Ељзи“ и још 30 позваних музичара.
Дана, 4. новембра 2008. године у Националном академском драмском позоришту „Иван Франко“ одржан је концерт-презентација новог музичког пројекта Свјатослава Вакарчука „Вночі“. На концерту је изведено 11 пјесама које су се нашле на истоименом албуму, који се састојао од пјесама различитих жанрова, углавном џеза.
Љета 2009. године, Свјатослав Вакарчук је одбранио дисертацију за звање кандидата физичко-математичких наука на Институту за физику кондензоване материје Националне академије наука Украјине. Тема рада је: „Суперсиметрија електрона у магнетном пољу“. Рад на дисертацији је трајао дуги низ година, али због сталне запослености завршен је тек 2009. године. Претходно се један од албума групе „Океан Ељзи“ звао „Суперсиметрија“, а једна од пјесама на албуму зове се „Суси“, што је скраћеница за суперсиметрију - SUperSYmmetry.
Године 2010., група је објавила свој седми албум, „Dolce Vita“, са којим су у оквиру промотивне турнеје обишли Русију, Европу, Азију и Сјеверну Америку.

Крајем 2011. године представио је нови музички пројекат „Брюссель“, у којем је представио пјесме које се нису уклапале у концепт бенда Океан Ељзи. Да би радили на овом албуму, Свјатослав је позвао музичаре Дмитрова Шурова, Макса Малишева, Петра Черњавског и Серхија Бабкина. У прољеће 2012. године одржана је промотивна турнеја са албумом. 
Године 2013. Вакарчук је, већ у оквиру Океана Елзи, објавио албум „Земля“, са којим је кренуо на велику турнеју по Украјини. Неки од концерата у Русији у знак подршке овом албуму отказани су од стране руске стране због супротстављених ставова и процјена политичких догађаја у Украјини. Исте године наступио је на конкурсу „Нови талас“, пјевајући пјесму Леонида Агутина „Я буду всегда с тобой“. Исте године, он и други музичари групе Океан Ељзи кажњени су због кршења руских имиграционих закона. Бенд је 2. новембра 2013. године наступио на концерту у Саратову у спортској палати „Кристал Ајс“. Запослени у Федералној миграционој служби Русије утврдили су да музичари нису добили дозволе за обављање радних активности на територији Руске Федерације. Чланови групе су позвани на административну одговорност по чл. 18.10 Закона о административним прекршајима Руске Федерације у износу од 18 хиљада рубаља. Организатори концерта кажњени су са 225 хиљада рубаља према чл. 18.15 Закону о административним прекршајима Руске Федерације.
Од 2013. до 2016. године, Вакарчук је учествовао у украјинској емисији „Голос країни“ као ментор младих музичара (у 3., 4., 5., 6. и 12. сезони).
Љета 2014. године, Океан Ељзи је одржао низ великих концерата на највећим стадионима у Украјини поводом 20. годишњице бенда. Њихов наступ на Олимпијском стадиону у Кијеву 21. јуна 2014. године, „Океан Е1зи“ наступила пред 75.823 људи, што га је учинило највећим комерцијалним концертом у историји Украјине у то вријеме.
Године 2015, Свјатослав је проглашен за најактивнијег украјинског филантропа. 
У мају 2015. године, Свјатослав Вакарчук је постао један од оснивача Центра за економску стратегију (CES), независног политичког тинк-тенка чији је циљ подршка реформама у Украјини ради постизања одрживог економског раста.  Као члан Надзорног одбора CES-а, Свјатослав доприноси одређивању стратегије развоја CES-а, одобравању кључних истраживачких области и евалуацији рада CES-а.  Године 2016, Свјатослав је инспирисао и модерирао CES панел дискусију на тему „Шта Украјина мора да уради да би овог пута успјела“ у оквиру AlfaJazzFest-а.
У прољеће 2016. године, бенд „Океан Ељзи“ објавио је албум „Без меж“ и започео двогодишњу свјетску турнеју, која је завршена 17. јуна 2017. године у Лавову.
Од 3. августа 2018. године, Свјатослав је ководитељ с новинаром Иваном Јаковином у програму „Неочекивана физика“ на радио станици Radio NV.
Године 2021., објавио је свој трећи соло пројекат „Оранжерея“. Поред њега, у пројекту су учествовали и неки чланови групе Океан Ељзи — Милош Јелић, Денис Дудко и Денис Глинин, као и Денис Аду, Григориј Чајка и побједница пројекта „Голос країни“ Виталина Мусиенко.
У првим данима руске инвазије, 6. марта 2022. године, отишао је у територијални регрутни центар и потписао уговор са Оружаним снагама Украјине. Добио је чин поручника у Територијалним одбрамбеним снагама Украјине и упућен је у војно-цивилну управу у Лавову. Био је на фронту крајем априла 2022. године у Барвинкову.
Године 2024, Океан Ельзи је објавио два албума у истој години, што никада раније није био њихов наступ, и како би прославили, отишли су на турнеју по Европи и САД за Украјину, гдје су на концерту одржали аукције и прикупљали донације за Украјину и бенд, наступајући скоро свуда и на мјестима гдје Океан Ельзи никада није био (на примјер, Филаделфија је била потпуно нова дестинација за турнеју бенда 2024. године), а током турнеје је такође била и 30. годишњица бенда.
Свирао је музику на фронту како би подигао морал војника једноставном гитаром. Бернар-Анри Леви га је замолио да компонује музику за његов филм „Слава Украјини“, посвећен рату.
Поред матерњег украјинског, течно говори пољски, енглески и руски језик.

## Политичка активност

### Парламентарна активност (2007—2008, 2019—2020)
Свјатослав Вакарчук је 30. септембра 2007. године изабран на ванредним изборима за Врховну Раду на листи пропредсједничког блока „Наша Украјина – Народна самоодбрана“ (бр. 15 на листи). Изабран је за народног посланика у вишемандатној свенародној изборној јединици. Дана 23. новембра 2007. године добио је посланичка овлашћења.
Био је члан Одбора Врховне раде за слободу говора и информисања, као и члан група за међупарламентарне односе.
Као народни посланик није поднео ниједан приједлог закона, али је поднио 2 амандмана, од којих је један узет у обзир. Вакарчук је два пута говорио са парламентарне говорнице.
Био је присутан на састанцима 71 пут, одсутан 56 пута. Пропустио је 44% састанака (од којих, апсолутну већину — након подношења захтева за оставку на мјесто народног посланика). Дана 11. септембра 2008. године, добровољно је поднио оставку на своје посланичке дужности. Врховна рада је 16. децембра 2008. године усвојила Резолуцију бр. 664-VI о пријевременом престанку овлашћења народног посланика Украјине С. Вакарчука у вези са поменутом изјавом.
У периоду 2013-2014. био је активни учесник политичких протеста на Евромајдану. Први пут се појавио на Евромајдану након покушаја да га растера у новембру, изјављујући да употреба силе против мирних демонстраната неће бити толерисана. Дана, 14. децембра 2013. године одржан је концерт (у оригиналној постави групе Океан Ељзи) на Тргу независности у Кијеву у знак подршке демонстрантима. Вакарчук је напоменуо да подржава протесте због пребијања људи који су изашли да изразе своје мишљење, и да би их подржао чак и да су се залагали за зближавање са Русијом, а против европских интеграција. Дана 22. фебруара 2014. године, Вакарчук је помогао у ослобађању посланика Нестора Шуфрича, кога је отела гомила на улазу у Врховну раду.
Свјатослав Вакарчук је више пута 2017. године изјавио да нема политичких амбиција. Међутим, 2018. године се придружио Универзитету Станфорд као гостујући научник, фокусирајући се на политику и лидерство. Касније те године појавио се на неколико политички тематских конференција, говорећи заједно са етаблираним украјинским политичарима. 
Свјатослав Вакарчук је, супротно очекивањима, 28. јануара 2019. године званично објавио да неће учествовати на предсједничким изборима у прољеће 2019. године. Међутим, направио је видео под називом „Гласајте не из забаве“ (укр. Голосуй не по приколу), у којем је позвао на гласање „одговорно“, а не „из забаве“. Видео је добио велики број дислајкова и критика, јер су га многи доживели као напад на предсједничког кандидата Зеленског, који је комичар, и подршку Порошенку. Вакарчук је касније негирао ове оптужбе.
То је довело до тога да га јавност види као потенцијалног кандидата за украјинске предсједничке изборе 2019. године, гдје је, према анкетама јавног мњења, постао један од водећих кандидата. Али до краја 2018. године су га претекли други потенцијални кандидати, а у октобру 2018. изјавио је: „Ко може да промјени политичку културу је важније од тога ко постаје предсједник.“  На изборима Вакарчук није подржао ниједног кандидата. Према анкети социолошке групе „Рејтинг“ из почетка марта 2019. године, 64% бирача би вољело да види Вакарчука међу предсједничким кандидатима.
Сам Вакарчук је у јуну 2019. године рекао да је 11. септембра 2008. године званично написао изјаву о оставци на свој мандат и сматрао је неопходним да од тог тренутка више не долази у парламент. Јацењук, који је тада био председник Врховне раде, потписао га је, али руководство блока Наша Украјина - Народна самоодбрана, на чијим је листама ушао у Раду, није га одмах искључило, те се самим тим статистика његових посета значајно погоршала. Вакарчук је додао да је пре него што је написао саопштење о свом искључењу имао одговоран став према свом раду у парламенту. „Када смо израчунали колико сам времена заправо пропустио, или прецизније, нисам дошао, јер уопште нисам пропустио, испоставило се да је то 10% времена“, објаснио је.
Према писању VoxUkraine, Вакарчукове ријечи су истините. А прије писања изјаве о оставци мандата, пропуштено је само 9% састанака.
Изабран је у Врховну Раду по други пут на ванредним изборима 21. јула 2019. године. Дана 11. јуна 2020. године, Вакарчук је објавио планове да заврши свој рад као народни посланик.
Ово је други пут да је Вакарчук поднио оставку. Вакарчук је објавио да има планове да спроведе велики образовни пројекат. Вакарчука је на мјесту посланика у Раду заменила супруга бившег министра одбране Андрија Загородњука, Алина Свидерска.
Настављајући да наступа на концертима, он се углавном залаже против олигархије и корупције, као и за окончање рата у Донбасу и свеобухватну реформу правосуђа. Иако су његови ставови за политичку обнову блиски ставовима новог предсједника земље, Володимира Зеленског, он не намјерава да се са њим удружи. Потоњи је предложио савез између његове странке и странке Слуга народа, прије него што је одустао због размјера своје побједе. Холос је коначно заузео пето мјесто, са 5,8% гласова и двадесет изабраних посланика. · 
Русија је 4. септембра 2020. године увела личне санкције Вакарчуку и, између осталих, члановима странке Холос, на које је Свјатослав реаговао неутрално.

### Политичка партија Холос
Вакарчук је 16. маја 2019. године представио своју политичку партију „Холос“ на Старокијевској гори. Предводио је странку на парламентарним изборима. Такође је навео пет кључних тачака програма: „Прво, интереси украјинских грађана изнад свега, егзистенцијални избор Украјине је Европа, један закон за све, слободна економија без олигарха и влада одговорна грађанима Украјине.“
Холос је добио 5,82% гласова и, сходно томе, 17 посланика на листама, још три посланика те странке побиједила су у једномандатним окрузима.
Конгрес странке Холос је 24. јула 2019. године изабрао Вакарчука за председника странке. Дана 29. августа 2019. године, у парламенту је створена фракција Холос. Лидер фракције Холос постао је Сергеј Рахманин. Био је члан Одбора за спољну политику и међупарламентарну сарадњу.
У марту 2020. године напустио је мјесто предсједника парламентарне странке „Холос“. На том мјесту заменила га је Кира Рудик. Дана 11. јуна 2020. године, објавио је да је регистровао резолуцију Врховној ради о подношењу оставке на функцију посланика. Врховна рада је 18. јуна одбила да прекине Вакарчуков мандат, пошто је одлуку подржало 175 народних посланика, а минимално потребно је било 226. Након овога, написао је на својој Фејсбук страници: „Пошто не мијењам своје одлуке, једини избор који ми је Врховна рада законом оставила јесте: прво да напустим фракцију, а затим да будем искључен са изборне листе на конгресу странке, што ће, према Уставу, аутоматски довести до губитка посланичког мандата“. Дана 19. јуна, током пријеподневног засједања парламента, предсједник Врховне раде, Дмитро Разумков, објавио је „повлачење народног посланика Украјине, Свјатослава Ивановича Вакарчука, из парламентарне фракције политичке странке 'Холос'“. Тада је Вакарчук службено напустио фракцију странке Холос. У јуну исте године, објавио је оставку на мјесто посланика, изјављујући намјеру да настави своју политичку активност.
Како је напоменуто, након што је радио у Врховној ради Украјине деветог сазива нешто више од девет мјесеци, остао је упамћен не само по својим оштрим критичким изјавама упућеним провладином «Слуги народа» и лично предсједнику Володимиру Зеленском, већ и по неколико скандала.

## Интересовања
Заинтересован за јапанску културу и будизам. Међу писцима које помиње су Николај Гогољ, Иван Франко, Антон Чехов, Фјодор Достојевски, Серхиј Жадан, Марија Матиос, Љубко Дереш, Јуриј Андрухович, Јукио Мишима и Харуки Мураками, и Херман Хесе.
Његови музички идоли укључују, пре свега, легендарне „Битлсе“, као и рок бендове „Ролингстонс“, „Пинк Флојд“ и „Квин“. Пријатељ је са руском пјевачицом Земфиром. Једном, на концертима, Вакарчук јој је посветио пјесму „Етида“ са албума „Јананебибув“ и пјесму „Друг“ са албума „Модель“ на концерту 23. новембра 2012. у клубу „Стадиум Лајв“. Када је Рускиња имала концерт у Кијеву 5. марта 2008. године, отпјевала је пјесму групе Океану Ељза „Відпусти“, а вокал бенда је потом изашао на сцену да се придружи Земфири. Дана, 11. априла 2013. године, на концерту у Кијеву, Земфира је посветила пјесму „Живи у твојој глави“ групи „Океан Ељзи“.

## Грађански ставови
Током избора 1999. године, наступао је са бројним другим пјевачима на промотивној турнеји у знак подршке Леониду Кучми као предсједничком кандидату. Вакарчуков отац (један од оснивача Народног покрета Украјине) је тада био Кучмин повјереник на изборима.
Свјатослав Вакарчук је 2003. године постао почасни амбасадор културе у Украјини.
На изборима 2004. године активно је подржавао тадашњег лидера опозиције Виктора Јушченка. Свјатослав Вакарчук је био активни учесник Наранџасте револуције, наступајући на концертима подршке Јушченку на Тргу независности заједно са Русланом, Олегом Скрипком и другим музичарима и пјевачима.
Након објављивања албума „Глорија“ 2005. године, гдје су почели да се појављују одређени друштвено-политички одломци и филозофска питања, постао је амбасадор добре воље УН програма Уједињених нација за развој у Украјини. Као амбасадор добре воље Програма Уједињених нација за развој за младе у Украјини, учествовао је у многим друштвеним и културним пројектима. Одржава састанке са студентима широм Украјине.
Сва средства добијена од продаје сингла „Веселі, брате, часи настали... (сингл)“ (2006.) додјељена су сиротишту у граду Макејевка.
На парламентарним изборима 2006. године није отворено подржао ниједну политичку партију. Када је, након затварања и политичке кризе 2007. године, донијета одлука о одржавању пријевремених избора за Врховну Раду, пјевач је уврштен на листу пропредсједничке „Блок наша Украјина - народна самоодбрана“. Истовремено, није био члан ниједне политичке странке.
Након почетка сљедеће фазе политичке кризе у Украјини, 11. септембра 2008. године, Свјатослав је поднио оставку на мјесто посланика. Врховна рада је одобрила оставку народног посланика 16. децембра 2008. године.
„Знао сам да се у Врховној Ради одвијају сложени политички процеси. Али оно што се ради у овом сазиву јесте борба ради саме борбе — и то је све.”
Основао је добротворну фондацију „Људи будућности“ (укр.Люди Майбутнього). Програми организације Људи будућности укључују: „Книга творить Людину — Людина творить Країну!“ (Књига ствара човјека), „Освита Краиноју“ (Образовање земље), „3D-Проект: Dумай! Dій! Dопомагай!“ (3-Д пројекат. Думај! Дјелуј! Дај помоћ!) који је усмерен на решавање проблема компјутеризације сиротишта, стварање мреже волонтера за неформално образовање сирочића и формирање културе доброчинства уопште.
Почетком 2007. године покренуо је друштвени пројекат „Књиге стварају људе“, који је имао за циљ да скрене пажњу јавности на тренутну ситуацију у земљи, гдје људи нису посебно жељни да се интелектуално обогате. Појавили су се рекламни постери и телевизијске рекламе. ТВ реклама користи музику пјесме „Вулиця (може все не так)“ са албума „Модель “.
Заједно са члановима свог бенда, Сватослав је активно одржавао МТВ и кампању Међународне организације УН за миграције „Људи нису на продају“.
Он је иницирао и финансирао постављање споменика композитору Володимиру Ивасјуку у центру Лавова.
У августу 2013. године, Вакарчук је снимио видео поруку у којој позива на помоћ погођенима поплавом у Амурској области Руске Федерације: „Често смо ишли на турнеје са групом по Амуру, знамо колико је тамо лијепо, а што је најважније, знамо какви добри, љубазни, саосећајни људи живе тамо, у овом региону. А сада, заједно са водом, стигао им је и велики проблем - поплаве Амура. ... Позивамо све који могу и све којима је стало да пруже сву могућу помоћ жртвама. Ми смо, на примјер, то већ урадили“.
Свјатослав Вакарчук је 6. децембра 2013. године објавио „Обраћање младима“ (укр. Звернення до молодих) и позвао младе људе да престану да се дијеле по региону пребивалишта или по политичким преференцијама.
Вакарчук је 22. јануара 2014. године позвао Виктора Јануковича да заустави крвопролиће.
Дана 23. маја 2014. године, позвао је на референдум о федерализацији и језичком питању, али је 5 година касније напустио ову идеју, јер је „стављање питања националне безбједности на референдум у вријеме када непријатељ води не само врући рат против нас, већ и информациони рат — опасно и неодговорно“.
Године 2015., наступао је за руске бизнисмене у Монаку и Мајамију.. У новембру 2016. године, Вакарчук се изјаснио против увођења квота на радио станицама, према којима половина програма мора бити емитована на украјинском језику. Музичар је напоменуо да ће појава програма ниског квалитета створити комплекс инфериорности код слушалаца. Такође, по његовом мишљењу, ово ће довести до ситуације у којој ће квота бити испуњена само формално, што ће довести до њеног апсурда.
У децембру 2016. године, у емисији белоруског канала Беларус 1, говорио је против стварања црних листа уметника којима је забрањен улазак у Украјину.
Од 2017. године је члан Надзорног одбора Меморијалног центра Холокауста Бабин Јар.
У марту 2017. године, социолошка група „Рејтинг“ (укр. Рейтинг) и социолошки сервис „Социс“ објавили су заједнички рејтинг популарности украјинских политичара који се кандидују за место председника земље, према којем је Вакарчук добио 12,3% подршке бирача (уз 13,2% за актуелног шефа државе Петра Порошенка и 12,9% за Јулију Тимошенко). Међутим, након објављивања ових података, директор социолошке групе „Рејтинга“ Алексеј Антипович изјавио је да ове бројке не одражавају стварност. Према разним истраживањима службе, Вакарчуков рејтинг је био између 3 и 5 одсто: „Који рејтинг треба да има компанија 'Социс' да бисмо нас двојица добили просјек од 12%? У том случају, они би требало да имају 19%. Наших 5% и њихових 19% - то излази на просјек од 12%. Да ли ви сами вјерујете у Вакарчукових 19%? Стога, не знамо одакле долазе такве бројке.“ Према подацима Рејтинга за јун 2018. године, Вакарчуков рејтинг је упоредо са Порошенком и предсједником Радикалне странке, Олегом Љашком – 8,6% испитаника (5.-7. мјесто).
У априлу 2017. године, Свјатослав Вакарчук је на свом Твитер блогу изразио саучешће у вези са смрћу људи као посљедицама терористичког напада у Санкт Петербургу: „Страшне вијести из Санкт Петербурга... Искрено саучешће породицама погинулих у експлозији у метроу!“
Свјатослав Вакарчук је 30. марта 2018. године говорио против експлоатације животиња у циркусима.
Дана 30. маја 2018. године, снимио је видео апел у знак подршке украјинском редитељу Олегу Сенцову, који је незаконито затворен у Русији.
Свјатослав Вакарчук је 29. октобра 2018. године изјавио да не може да стоји по страни и да је, ако мора да се ограничи у својој креативности како би промијенио земљу са свима, спреман да то учини.
Дана 16. маја 2019. године, објавио је стварање политичке странке „Холос“ и учешће на парламентарним изборима љета 2019. године. Изабран је за посланика Врховне раде 9. сазива.
Заговорник је давања Криму статуса кримско-татарске национално-територијалне аутономије.

## Награде
- Орден слободе (22. јануар 2016.) — за значајан лични допринос изградњи државе, друштвено-економском, научно-техничком, културном и образовном развоју украјинске државе, циљу консолидације украјинског друштва, дугогодишњем савјесном раду[123][124][125]
- Почасни умјетник Украјине (23. август 2005.) - за значајан лични допринос друштвено-економском, научном и културном развоју Украјине, значајна радна достигнућа и активну јавну дјелатност.[126]
- Добитник награде Васил Стус (2014.)[127]
- Свјатослав Вакарчук је 1. маја 2015. године добио титулу „почасног грађанина града Лавова“.[128]
- Градско вијеће Кијева је 14. маја 2015. године доделило Вакарчуку титулу „Почасног грађанина Кијева“.[129]
- Октобар 2023. — почасни докторат Харковског националног универзитета.[130]

## Занимљиве чињенице
- Свјатослав Вакарчук је аутор пјесме „Він чекає на неї“, коју је извео Олександр Пономариов.[131] Ову пјесму је свирао „Океан Ељзи“ као дио концертног програма „Тихи океан“ (укр. Тихий Океан) почетком 2004. године.
- Свјатослав Вакарчук је 2005. године освојио милион гривни у ТВ емисији „Први милион“ — први пут у историји овог програма у Украјини. Свјатослав је потрошио свој добитак у добротворне сврхе.[132]
- Свјатослав Вакарчук је једном приликом током једног од разговора (на М1) рекао да је амбидекстрична особа, односно особа која је подједнако добра и са десном и са лијевом руком.[133]
- Од јануара 2017. године, имао је 9 пјесама међу најпопуларнијим украјинским видео снимцима на YouTube.

Поред „Океана Ељзе“, Свјатослав сарађује и са другим музичарима, а резултати ове сарадње били су два албума:
- „Вночі“ (2008.)
- „Брюссель“ (2011.)

Сарађује са Христином Соловијом и Леом Мантисом.

## Приватни живот

### Породица
Отац Свјатослава је Иван Александрович Вакарчук (1947-2020), посланик Врховног совјета СССР-а (1989-1991), бивши министар просвјете и науке Украјине (2007-2010), ректор Универзитета у Лавову (1990-2007, 2010-2013).
Мајка Свјетослава је Светлана Александривна Вакарчук (рођена 2. јуна 1947.), била је наставница физике, ванредни професор на Лавовској националној академији ветеринарске медицине С. Гжицки.
Свјатослав има рођеног брата који се зове Олег Вакарчук (рођен 18. јуна 1980.), који ради као банкарски службеник.

### Везе
Његова партнерка од почетка 2000-их до 2021. године била је Љаља Фонарева (рођена 25. априла 1973.). Љаља је фризер-стилиста и дизајнер. Радила је као арт директорка, стилисткиња и фотографкиња за Океан Ељзи и глумила је у споту за пјесму „Холодно“. Међутим, пар није био званично вјенчан. Свјатослав и Љаља су живјели заједно 15 година. Заједно су одгајали Љаљину ћерку из њеног првог брака са Владимиром Тарасјуком, Дијану Фонарјову, коју је Вакарчук усвојио. Нису имали заједничке дјеце. У јуну 2021. године, Вакарчук је објавио крај своје везе са Љаљом као партнерке, напомињући да су „били, јесу и биће блиски људи“.

### Дјеца
- син Иван Свјатославович Вакарчук (рођен 19. јуна 2021.).[144][145] Име је добио по свом дједи, Свјатославовом оцу.[146] Према извјештајима медија, Иванова мајка је редитељка реклама и ТВ серија и ради за компанију Radioactive.[147]
- ћерка Соломија Свјатославивна Вакарчук (рођена 21. јуна 2022.)[148]

Свјатослав Вакарчук је 19. јуна 2022. године, на Дан очева, објавио прву фотографију са својим сином на Инстаграму.
- ћерка Дијана Фонарева (рођена 1993. године, усвојена), која је глумила у споту „Я не здамся без бою“.[137][150]

## Лични приходи
Вакарчук живи у једној од елитних солитера у центру Кијева, у улици Књазива Острожских, у двоспратном стану. Његови сусједи су познати политичари Вјачеслав Кириленко, Петро Симоненко и Олег Љашко.
У децембру 2015. године, Свјатослав Вакарчук је купио теренац марке Range Rover са мотором од 5 литара, чија цијена у Украјини почиње од 4,9 милиона гривни.
Вакарчуков приход за 2015. годину износио је 13 милиона гривни (500 хиљада америчких долара).
Године 2019., имао је два стана у Кијеву, од којих је у једном живио са својом породицом и 12 милиона гривни на рачунима. Такође је власник компаније «Суперсиметрія», која се бави резервацијом карата.
У својој пореској пријави за 2019. годину, Вакарчук је пријавио приход од преко 3,5 милиона гривни, два стана, велики клавир и четири аутомобила.
У марту 2020. године, Вакарчук је оптужен за утају пореза кроз могуће прикривање концертних накнада у износу од 12,9 милиона гривни. Према ријечима генералне тужитељке Украјине Ирине Венедиктове, подаци Вакарчука су унети у Јединствени регистар претходних истрага на захтев политичара Андрија Портнова. Међутим, то је урађено без извештаја о пореској ревизији, што је, како је Венедиктова приметила, био прекршај. Поред тога, према речима Венедиктове, према закону, само генерални тужилац има право да уноси информације о активностима народног посланика у регистар. Дакле, „случај прикривених накнада“, покренут уз процедуралне повреде, није напредовао..

## Дискографија

### Албуми
- 1998. Там де нас нема
- 2000. Янанебібув
- 2001. Модель
- 2003. Суперсиметрія
- 2003. Тvій формат
- 2005. Gloria
- 2006. 1221
- 2007. Міра
- 2010. Dolce vita
- 2013. Земля
- 2016. Без меж

### Синглови
- 1996. Будинок зі скла
- 2002. Холодно
- 2004. 911 (Тихий океан)
- 2004. Дякую
- 2006. Веселі часи
- 2010. Dolce Vita
- 2022. Весна

### Сол оалбуми
- 2008. Вночі

Извор:

## Музички видеи
| Година | Назив пјесме                                                       | Режисер(и)                                          | Албум                                |
| ------ | ------------------------------------------------------------------ | --------------------------------------------------- | ------------------------------------ |
| 1995.  | «Long Time Ago»                                                    | Володимир Зајковскиј                                | Там, де нас нема                     |
| 1996.  | «В очах твоїх»                                                     | Володимир Зајковскиј                                |                                      |
| 1998.  | «Там, де нас нема»                                                 | Семен Горов                                         | Там, де нас нема                     |
| 1999.  | «Сосни»                                                            | Семен Горов                                         | Янанебібув                           |
| 2000.  | «Той день»                                                         | Виталиј Климов                                      | Янанебібув                           |
| 2000.  | «Відпусти»                                                         | Андриј Некрасов                                     | Янанебібув                           |
| 2001.  | «911»                                                              | Игор и Олександр Стеколенко                         | Модель                               |
| 2001.  | «Я до тебе»                                                        | Игор и Олександр Стеколенко                         | Модель                               |
| 2001.  | «Квітка»                                                           | Игор и Олександр Стеколенко                         | Модель                               |
| 2002.  | «Друг»                                                             | Луј Франк                                           | Модель                               |
| 2002.  | «Холодно»                                                          | Виктор Придувалов                                   | Суперсиметрія                        |
| 2003.  | «Кішка»                                                            | Виктор Придувалов                                   | Суперсиметрія                        |
| 2003.  | «Майже весна»                                                      | Виктор Придувалов                                   | Суперсиметрія                        |
| 2003.  | «Для тебе»                                                         | Олександр Карпенко                                  | Суперсиметрія                        |
| 2003.  | «911 (Тихий океан)»                                                | Љаља Фонарјова                                      | 1221                                 |
| 2004.  | «Дякую»                                                            | Віктор Придувалов                                   | Дякую! (сингл)                       |
| 2005   | «Без бою»                                                          | Віктор Придувалов                                   | GLORIA                               |
| 2005   | «Вище неба»                                                        | Игор и Олександр Стеколенко                         | GLORIA                               |
| 2005   | «Не питай» (Live)                                                  |                                                     | GLORIA                               |
| 2006.  | «Відчуваю»                                                         | Илија Чичкан                                        | GLORIA                               |
| 2006.  | «Веселі, брате, часи настали…»                                     | Виктор Придувалов                                   | Веселі, брате, часи настали… (сингл) |
| 2007.  | «Все буде добре»                                                   | Виктор Придувалов                                   | Міра                                 |
| 2007.  | «Зелені очі»                                                       | Илија Чичкан                                        | Міра                                 |
| 2009.  | «Я так хочу…»                                                      | Михајло Коротєєв                                    | Dolce Vita                           |
| 2010.  | «Більше для нас»                                                   | Михајло Коротєєв                                    | Dolce Vita                           |
| 2010.  | «Онлайн» (Live)                                                    | Снимање на ТВ каналу «1+1»                          | Dolce Vita                           |
| 2010.  | «На лінії вогню»                                                   | Семен Горов                                         | Dolce Vita                           |
| 2013.  | Обійми (сингл)                                                     | Ховард Гринхол                                      | Земля                                |
| 2013.  | «Стріляй»                                                          | Мајк Бриос                                          | Земля                                |
| 2013.  | «Rendez-Vous»                                                      | Мајк Бриос                                          | Земля                                |
| 2013.  | «Стіна» (Live)                                                     | Володимир Шкљаревскиј и Виктор Придувалов (монтажа) | Земля                                |
| 2015.  | «На небі» (Live)                                                   | Виктор Придувалов                                   | Земля                                |
| 2015.  | «Не твоя війна»                                                    | Говард Грінхолл                                     | Без меж                              |
| 2015.  | «Життя починається знов»                                           | Володимир Шкљаревськиј                              | Без меж                              |
| 2015.  | «Мить»                                                             | Міша Коротєєв та Олексиј Соболєв                    | Без меж                              |
| 2016.  | «Не йди»                                                           | Игор Стеколенко                                     | Без меж                              |
| 2017.  | «Сонце»                                                            | Виктор Придувалов                                   |                                      |
| 2018.  | «Без тебе»                                                         | Анна Бурјачкова                                     |                                      |
| 2020.  | «Коли ми станем собою»                                             | Анна Бурјачкова                                     |                                      |
| 2021.  | «#БезТебеМенеНема»                                                 | Оксана Курмаз                                       |                                      |
| 2021.  | «Країна дітей» feat. alyona alyona                                 | Виктор Придувалов, Јарослав Пилунскиј               |                                      |
| 2021.  | «Місто весни»                                                      |                                                     |                                      |
| 2021.  | «Перемога»                                                         |                                                     |                                      |
| 2022.  | «Весна»                                                            | Иван Шоха                                           | TBA                                  |
| 2023.  | «Коли ми двоє»                                                     | Антон Коваљскиј                                     |                                      |
| 2024.  | «Відповідь»                                                        | Макс Сметана                                        |                                      |
| 2024.  | «Voices Are Rising»                                                | Лео Фејмер                                          | Lighthouse                           |
| 2024.  | «Той день» (изненада из «YAKTAK», «Kola», «SHUMEI» и «Jerry Heil») | Јуриј Катинскиј                                     |                                      |
| 2024.  | «Lighthouse» (изненада из «Џон Резник») (језик: енглески)          |                                                     | Lighthouse                           |
| 2024.  | «Мукачево»                                                         |                                                     | Той день                             |
| 2024.  | «Як ніколи»                                                        | Микита Квасников                                    | Той день                             |

Након што је завршио свој посланички мандат, у августу 2020. године објавио је сингл „Коли ми станем собою“, а у децембру 2020. године објавио је спот за нову пјесму „Тримай“. Почетком 2021. године одржана је премијера новог ауторског пројекта „Оранжерея“, у оквиру којег су се нашле пјесме као што су „Знову“, „Саме та“ и „Без причини“.